# هاري ولفسون
هاري ولفسون (بالروسية: Вольфсон, Гарри Острин)‏ (1887 - 1974 م) هو مؤرخ لفلسفة العصور الوسطى اليهودية والإسلامية.

## آثاره
من آثاره: «فلسفة اسپينوزا» The Philosophy of Spinoza، ظهر في مجلدين كبيرين في سنة 1934 م.